# Austin Sheerline
L'Austin Sheerline est une grande voiture de luxe qui fut produite par Austin au Royaume-Uni entre 1947 et 1954.
La Sheerline a été conçue par Austin au cours de la Seconde Guerre mondiale, mais la production n'a commencé qu'en 1947, en raison de l'engagement à la production de guerre. C'était une voiture de luxe dans le style des Rolls-Royce ou Bentley contemporaines, mais à un prix beaucoup plus bas, près des deux tiers de l'équivalent de Rolls-Royce, ou encore le prix de cinq ou six petites Austin. Il y en eut 8000 fabriquées, mais elle devient assez rare.
Les premières voitures, désignées A110, avaient un moteur six cylindres en ligne à soupapes en tête de 3 460 cm3 mais qui fut bientôt porté à 3 995 cm3, développant 125 ch (93 kW), et la désignation devint alors A125. Initialement seule une Berline sur un châssis à empattement de 3 mètres fut produite, rejointe par une version Limousine à la fin de 1949 sur un châssis de 3,3 mètres également utilisé pour un corbillard et une ambulance. À 1 850 kg pour la berline et 2 tonnes pour la limousine, c'était une voiture lourde, et afin de maintenir les performances, un faible rapport de démultiplication final de 4,55:1 était utilisé pour entraîner des roues de 16 pouces. La suspension était par ressorts hélicoïdaux à l'avant et  ressorts à lames semi-elliptiques à l'arrière. La berline avait une vitesse de pointe de 132 km/h.
La production a cessé en 1954 et l'offre de luxe d'Austin fut dès lors limitée à l'Austin Princess A135.

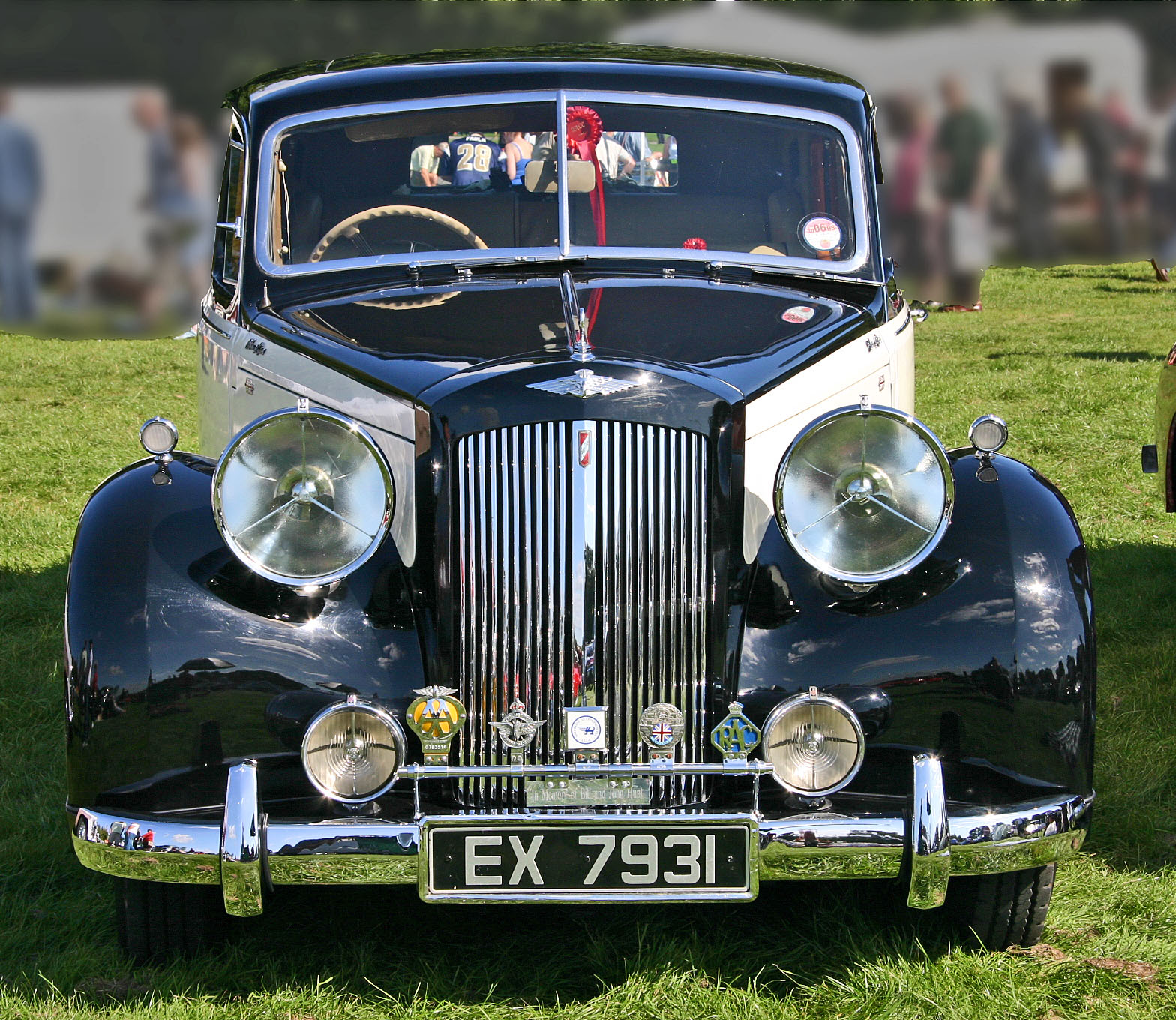
Austin A125 Sheerline
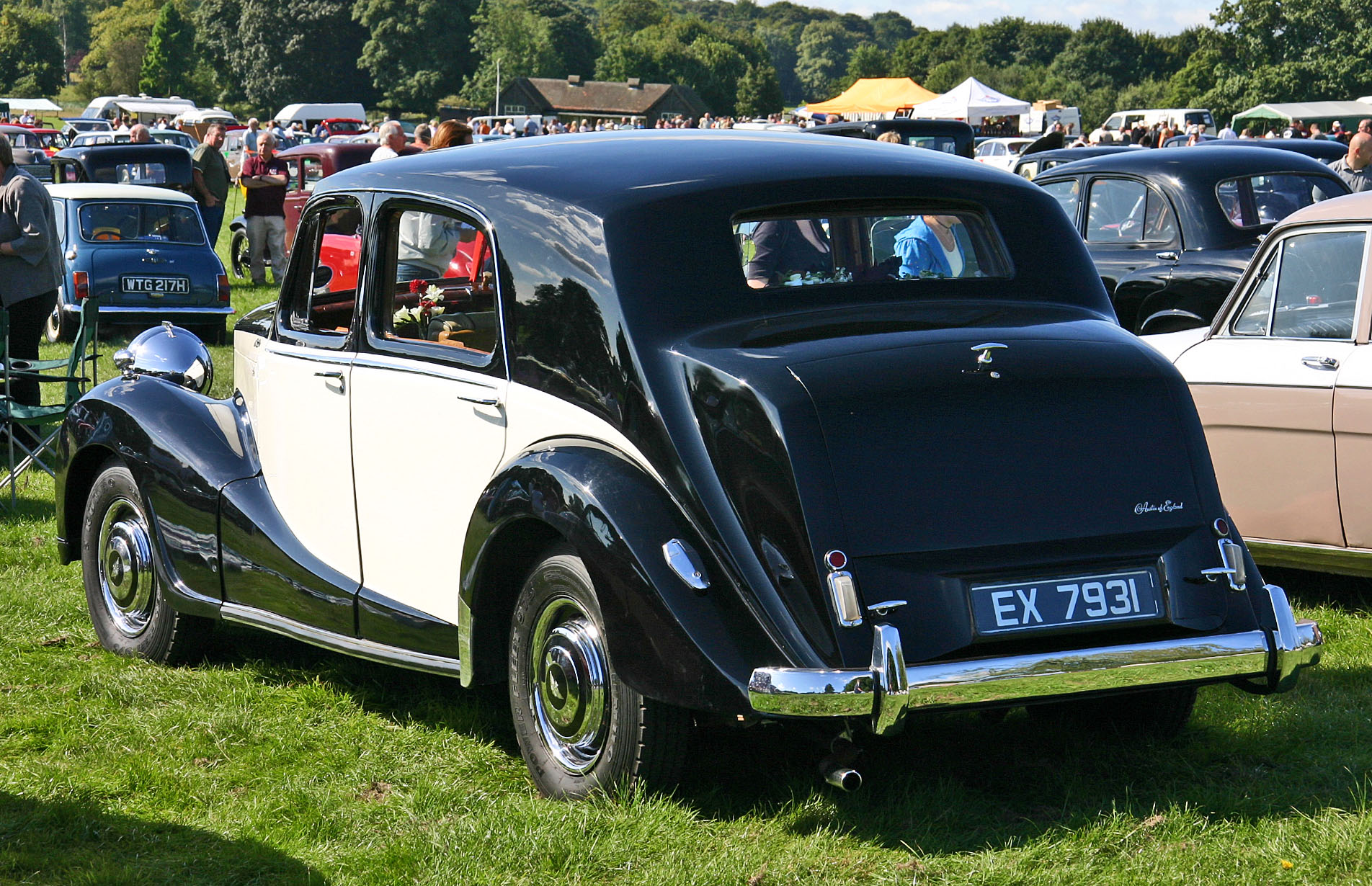
Austin A125 Sheerline
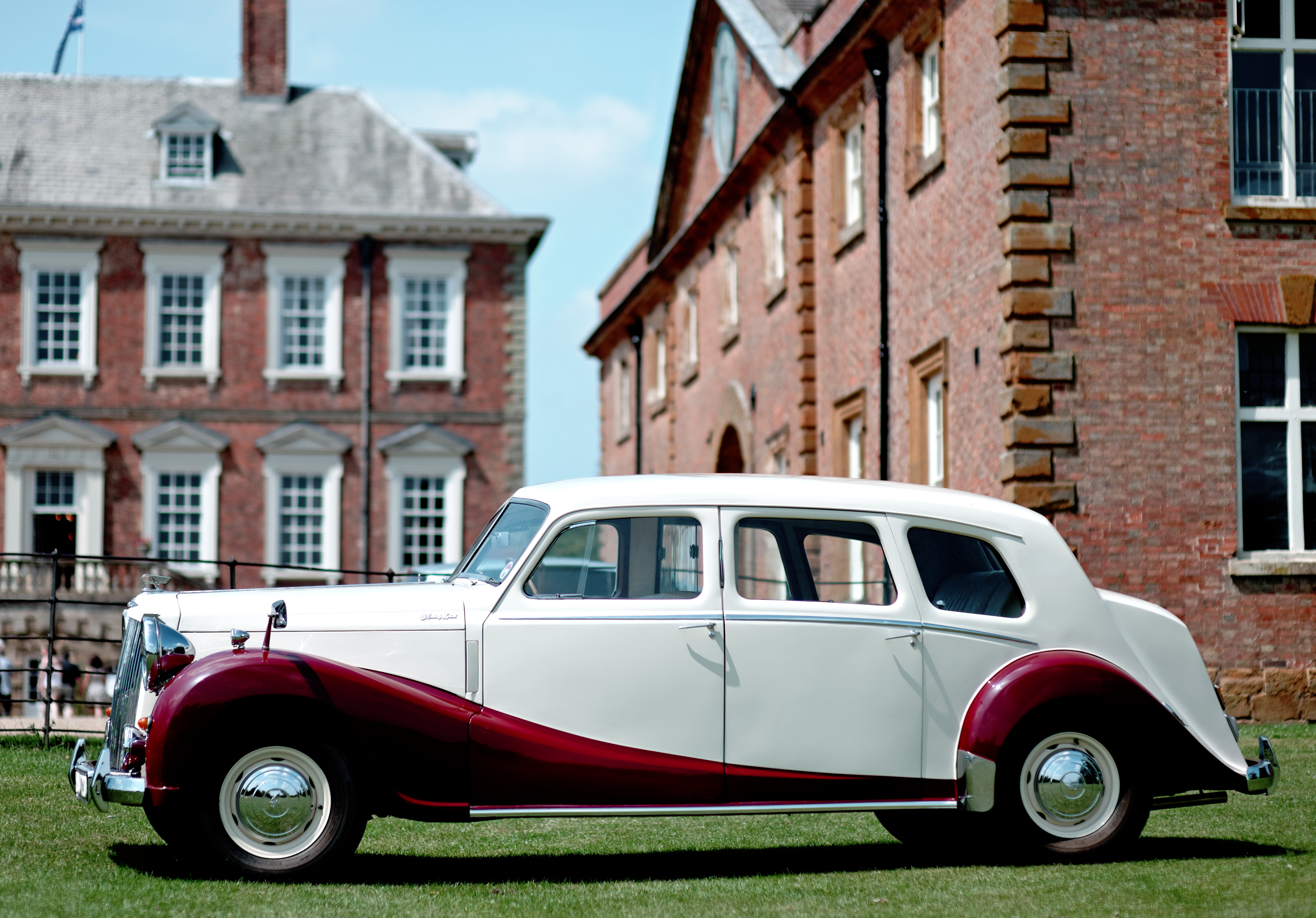
Limousine sur châssis à Empattement Long
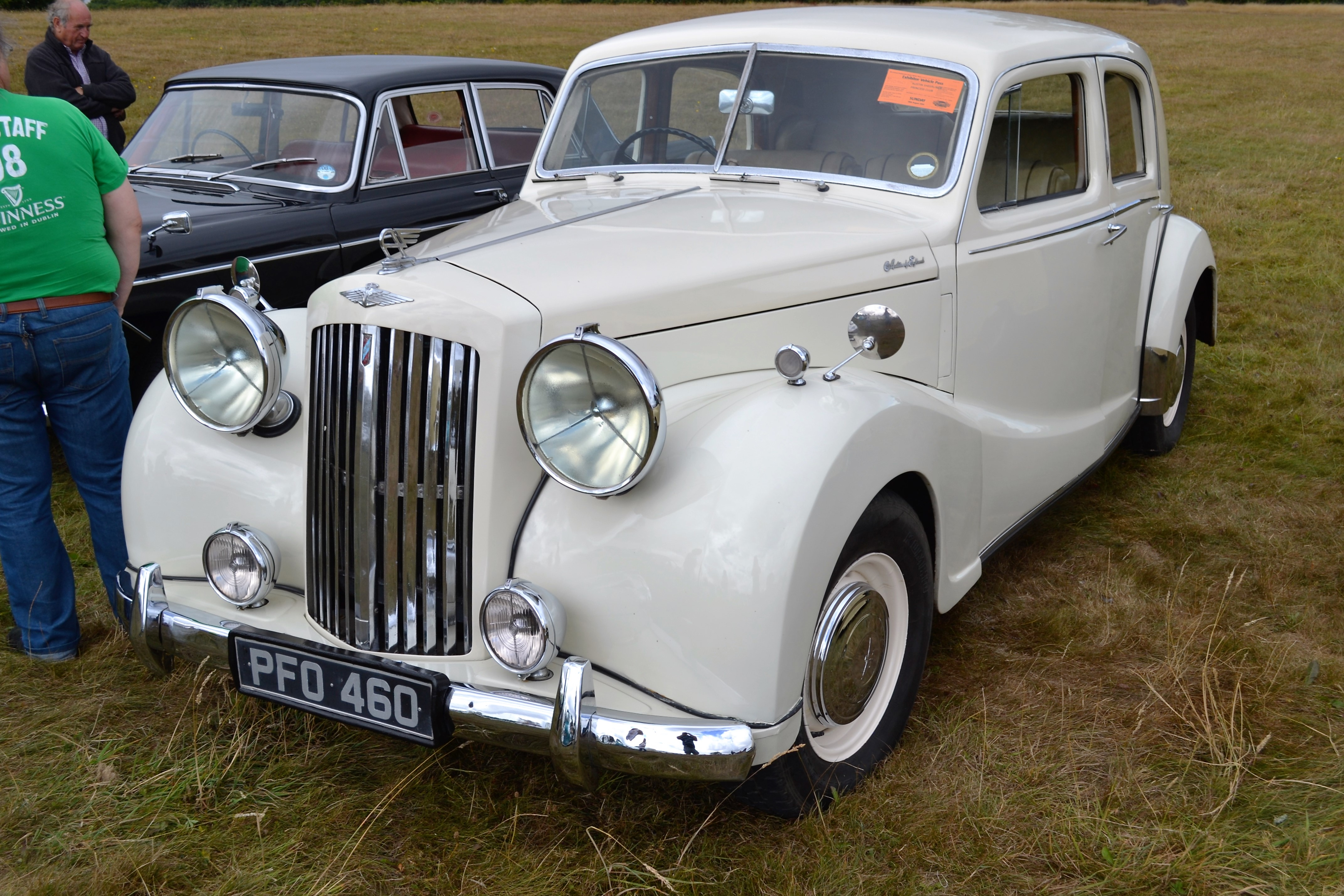
Berline 1949 vue à Knebworth en 2016. Les phares gigantesques masquent à quel point la voiture est énorme.